# ГЕС Коробічі (Miguel Pablo Dengo)
ГЕС Коробічі (Miguel Pablo Dengo) — гідроелектростанція на північному заході Коста-Рики. Знаходячись між ГЕС Аренал та ГЕС Санділлал, входить до складу дериваційного каскаду, який побудований на перекиданні води з басейну Карибського моря (Атлантичний океан) на захід до тихоокеанського узбережжя.
Вода, відпрацьована станцією верхнього ступеню Аренал, потрапляє у нижній балансуючий резервуар на потоці Санта-Роза. При цьому Аренал отримує ресурс з однойменної річки, котра через Сан-Карлос відноситься до сточища Сан-Хуан, яка впадає у Карибське море. Тоді як Санта-Роза дренує західний схил хребта Кордільєра-де-Тіларан, обернений до Тихого океану, та належить до басейну останнього як ліва притока Ріо-Коробічі, котра в свою чергу є лівою притокою Ріо-Бебедеро (впадає ліворуч до Rio-Tempisque безпосередньо перед устям останньої в затоці Колорадо — виступаючій на північ частині тихоокеанської затоки Нікоя).
Зазначений вище балансуючий резервуар з об'ємом 144 тис. м3 утримується бетонною гравітаційною греблею висотою 19 метрів, довжиною 125 метрів та товщиною по основі 20 метрів, яка потребувала 27 тис. м3 матеріалу. З цього сховища через правобережжя Санта-Рози прямує дериваційний тунель довжиною 4,8 км при діаметрі 5,2 метра, котрий продовжується прокладеним у траншеї водоводом низького тиску довжиною 3,7 км з діаметром 4,7 метра. Далі у складі системи діє запобіжний резервуар баштового типу висотою 101 метр з діаметром 18 метрів. Безпосередньо до машинного залу ресурс подається через напірний водовід довжиною 0,8 км та діаметром 4,4 метра, який завершується трьома гілками діаметром по 2 метри.
Основне обладнання станції становлять три турбіни типу Френсіс потужністю по 58 МВт, які при напорі у 234 метри забезпечують виробництво 730 млн кВт-год електроенергії на рік.
Відпрацьована вода по каналу потрапляє до створеного на Санта-Розі водосховища наступної станції Санділлал.
Видача продукції відбувається по ЛЕП, розрахованій на роботу під напругою 230 кВ.
До 2002 року станція носила назву Коробічі, після чого була перейменована на честь керівника будівництва, котрий загинув внаслідок нещасного випадку на водосховищі Аренал.